# Protieae
Protieae es una tribu de plantas de flores perteneciente a la familia Burseraceae. 

## Géneros
- Crepidospermum
- Protium
- Tetragastris